# 福岡市道千代今宿線
福岡市道千代今宿線（ふくおかしどうちよいまじゅくせん）は、福岡県福岡市博多区千代の「千代2丁目交差点」から、福岡市の都心部とされる天神を経由して、西区の「今宿交差点」に至る全長約14.7キロメートルの市道（幹線一級市町村道）である。このうち東側の約7割にあたる「千代2丁目交差点」から西区小戸の「小戸西交差点」まで10.5キロメートルの区間については福岡市道路愛称として「明治通り」の名称が福岡市によってつけられている。

## 概要
福岡市道千代今宿線は、1993年（平成5年）に国道202号の起点が千代から堅粕に変更されたことに伴い、その全区間が国道から市道に降格したものである。また千代2丁目交差点（千代県庁口駅及び呉服町駅附近）から室見橋東岸（ 室見駅附近）の地下に福岡市交通局の地下鉄（箱崎線及び空港線）が走っている。
- 起点：福岡市博多区千代の千代2丁目交差点（国道3号との交差点）
- 終点：福岡市西区小戸の小戸西交差点（国道202号との交差点）
- 総延長：約14.7キロメートル

道路の写真
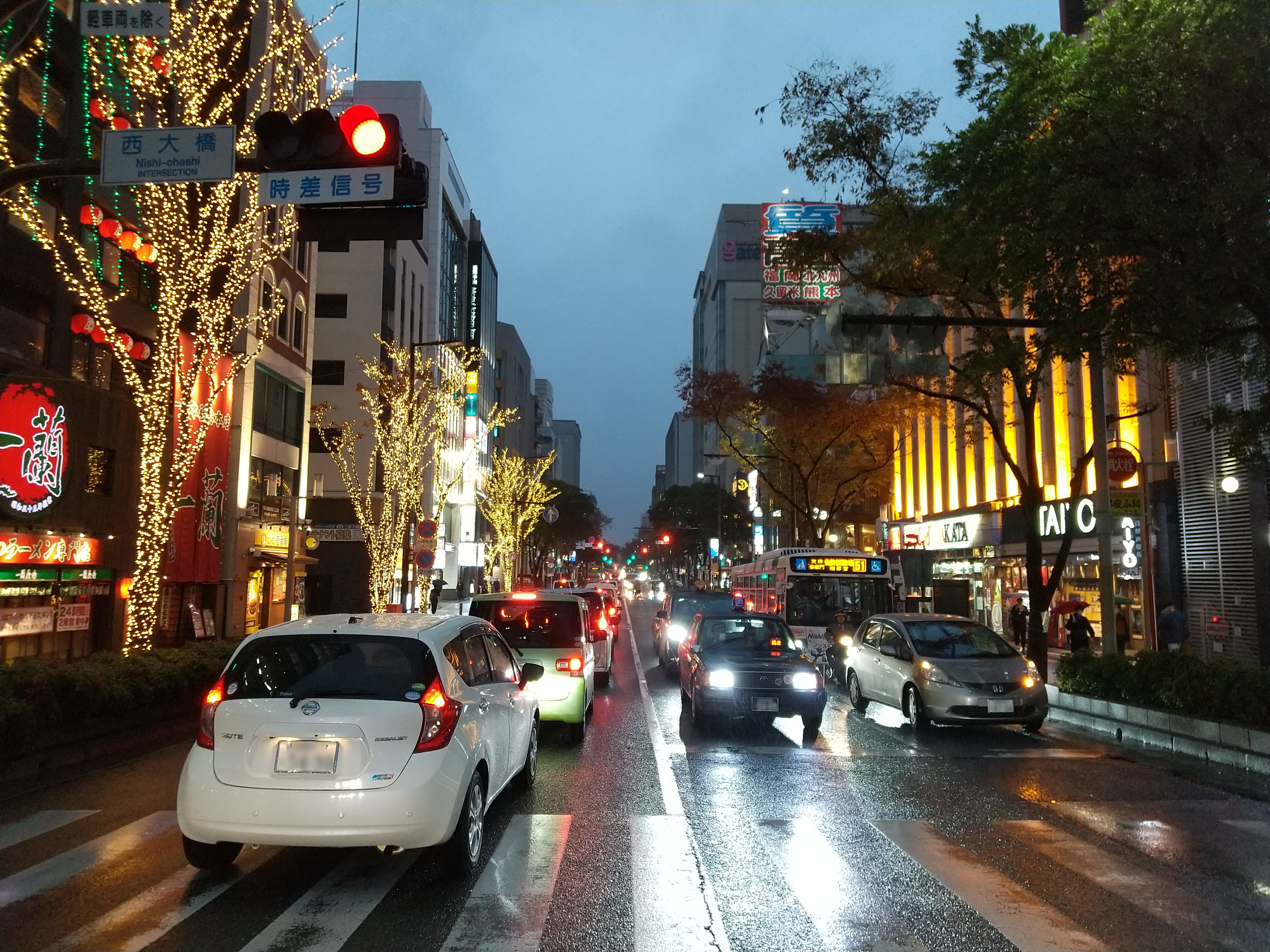
中洲附近
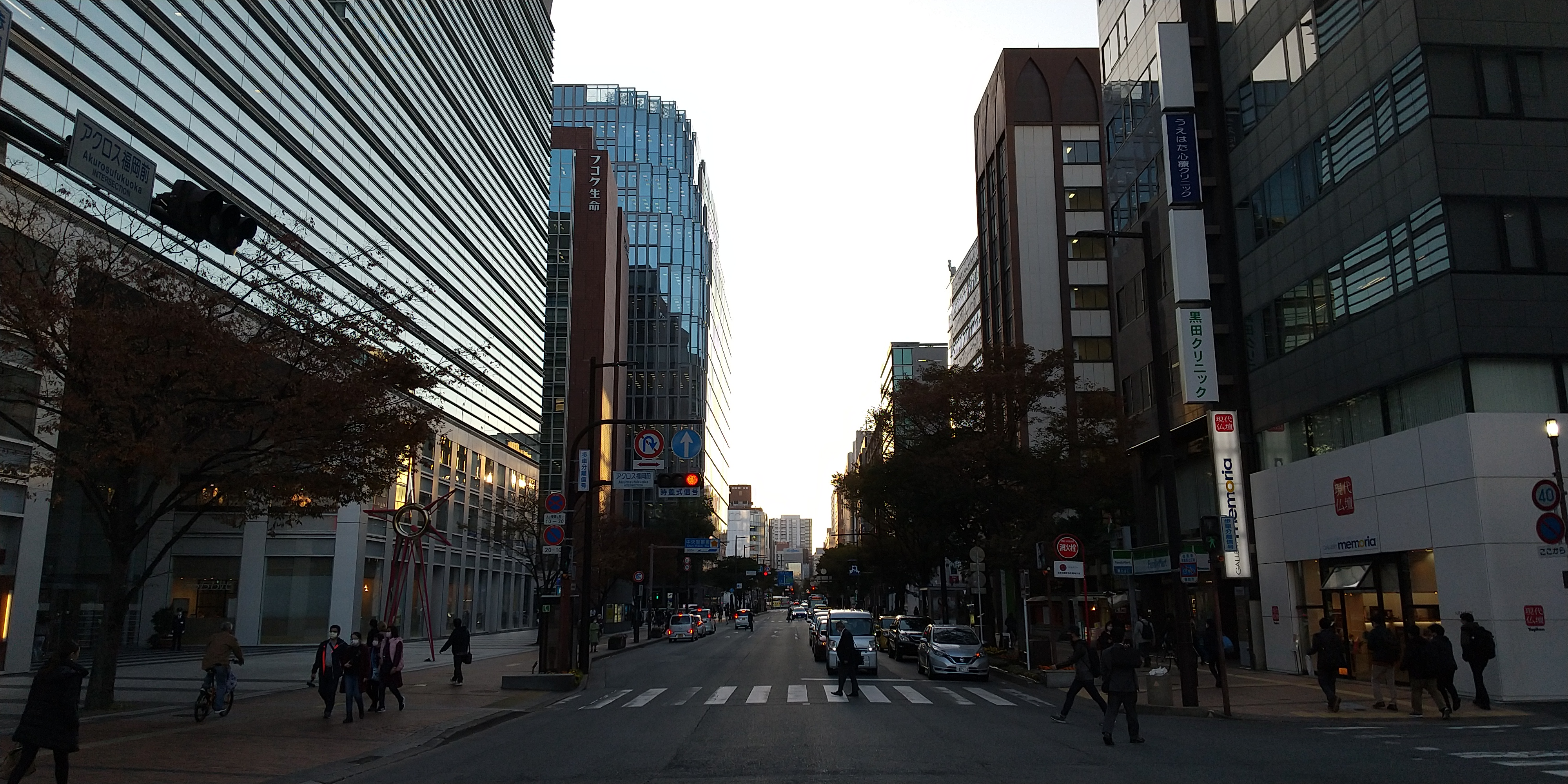
天神附近
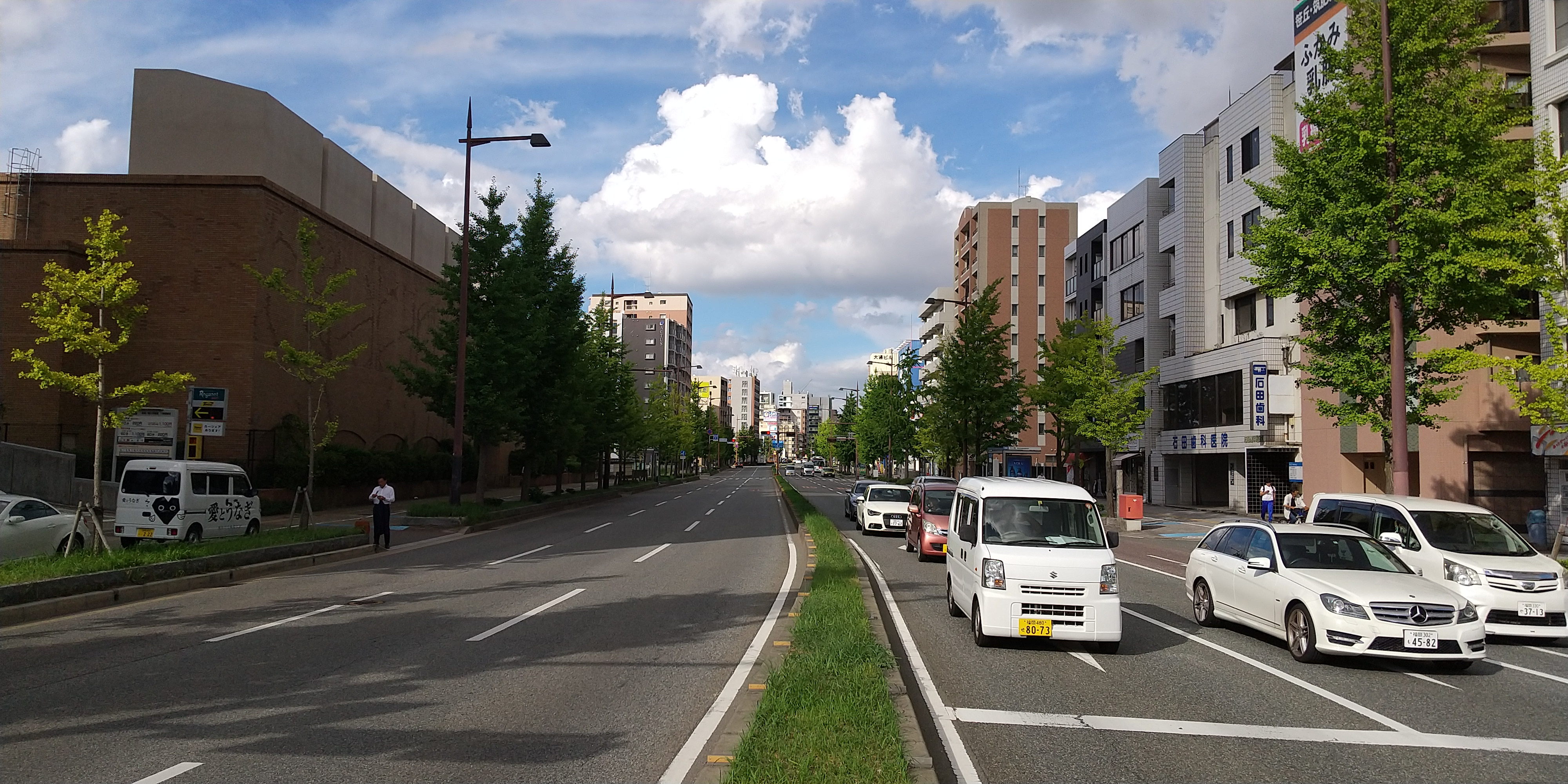
地行、今川附近

## 地理

### 通過する自治体
- 福岡県
  - 福岡市
    - 博多区
    - 中央区
    - 早良区
    - 西区

### 交差する主な道路
（明治通りを参照のこと）